# Bhrigu

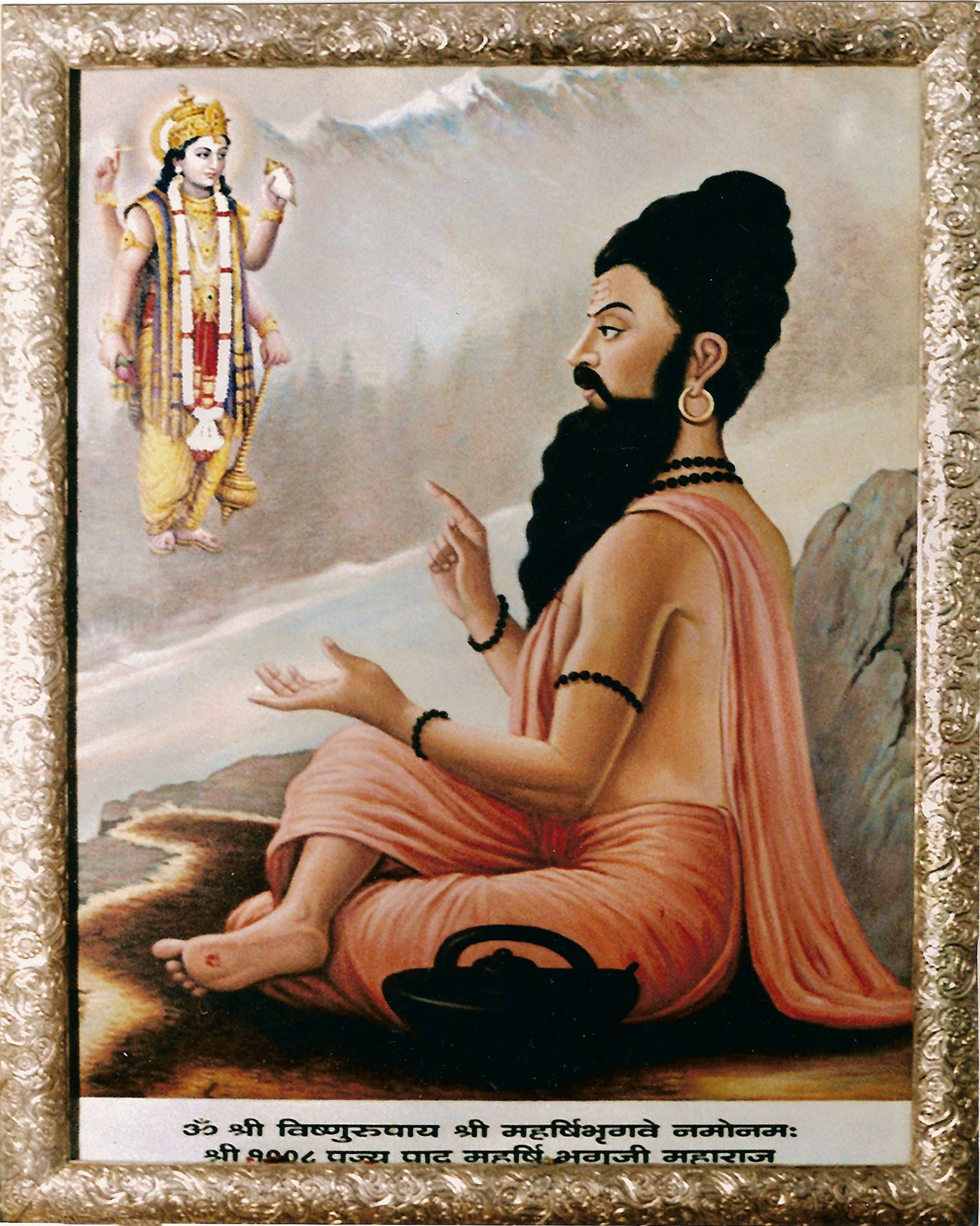
Bhrigu (illustration du XXe siècle).

Bhrigu (sanskrit IAST: Bhṛgu, « Crépitant ») est le nom d'un grand rishi, né de la poitrine de Brahmā, ou bien né d'Agni. Il est cité dans les Védas, les textes sacrés du védisme, plus précisément le Rig Véda composé environ mille ans av. J.-C.. Il est célèbre pour avoir reçu le feu (agni) des Cieux, et il a donné son nom à une descendance de brahmane, les prêtres hindous dénommés Bhargava (en). Dans l'hindouisme, Bhrigu est le père de Shukra également appelé Shukracharya ou Asuracharya dans divers textes hindous qui est le précepteur des Asuras,. Ces brahmanes se sont fait un devoir à travers les âges de transmettre le Livre sacré qu'est le Mahabharata et ses commentaires. Des hymnes musicaux auraient aussi traversé les époques grâce à cette famille. Quelques temples en Inde sont dédiés à Bhrigu.